# Syväjärvi (Jukkasjärvi socken, Lappland, 753535-170092)
Syväjärvi är en sjö i Kiruna kommun i Lappland och ingår i Torneälvens huvudavrinningsområde.